# Serbiska förnyelserörelsen
Serbiska förnyelserörelsen (Српски покрет обнове) är ett monarkistiskt politiskt parti i Serbien, som bildades den 14 mars 1990 genom samgående mellan de båda partierna Serbisk nationell förnyelse och Serbiska befrielserörelsen (grundat i januari 1990 av Vuk Drašković). Partiledare är den karismatiske och omstridde Vuk Drašković.
1997 hoppade en grupp missnöjda av Serbiska förnyelserörelsen och bildade partiet Nya Serbien. I parlamentsvalet 2003 ingick de båda partierna en valallians, SPO-NS, som erövrade 22 mandat i nationalförsamlingen. 13 av dessa tillföll Serbiska förnyelserörelsen. 9 av dessa 13 hoppade dock av partiet och bildade Serbiska demokratiska förnyelserörelsen. Av de återstående fyra parlamentarikerna lämnade ytterligare en partiet för att istället kandidera för Bogoljub Karićs nybildade Rörelsen Serbisk styrka.
Den decimerade Serbiska förnyelserörelsen fick i valet 2007 enbart 3,33 % av rösterna och åkte därmed ur parlamentet. I nyvalet i maj 2008 ingick partiet i den framgångsrika valalliansen För ett europeiskt Serbien.
Serbiska tjetnikrörelsen (Српски четнички покрет) var en storserbisk organisation som 1990 bildades av Vojislav Šešelj efter en splittring av Serbiska förnyelserörelsen.
Namnet, som togs med historik hänvisning till tjetnikerna, ansågs dock "kränka offentlig moral" och organisationen förbjöds snart.
Man gick då samman med Radikala folkpartiet och bildade Serbiska radikala partiet.